# Љубинко Галић
Љубинко Галић (1922 – 1983) је био српски песник и свештеник у Мађарској.

## Биографија
Љубинко Галић је рођен у Сантову у мађарском делу Бачке о Јовањдану на дан крсне славе своје породице, 20. јануара 1922. године. Отац Војислав био је надалеко познати официрски кројач док је мајка Марија, рођена Ђурић, била домаћица.
Галић је српску вероисповедну школу завршио у родном месту, а гимназију у оближњој Баји. Као младић одлучио је да упише богословију. Похађао је Богословију Светог Арсенија у Сремским Карловцима и Новом Саду. После завршетка богословије вратио се у Мађарску. Једно време био је учитељ у Новом Сентивану близу Сегедина.
Пред крај Другог светског рата био је секретар народног одбора у Сантову, потом је био покрајински секретар Антифашистичког фронта Словена у Баји, да би касније постао организациони секретар поменуте политичке организације у Мађарској.
Након склапања брака са Агатом Жужић из Сантова, рукоположен је за свештеника у барањском селу Борјаду 1946. године у ком је неко време служио. Касније је премештен у родно Сантово где је био парох до краја живота.
За време Ракошијеве комунистичке диктаруре у периоду 1950-1954 био је затворен као политички затвореник у Сегедину, Вацу и Татабањи.
После пуштања на слободу наставио је да служи Богу своме народу и поезији. Супруга му је рано умрла (1968. године), тако је сам морао да васпитава петоро деце - три сина и две кћери. Занимљиво је да су сва тројица синова одабрала позив свештеника.
Након тешке шећерне болести Љубинко Галић је умро у Баји 26. августа 1983. Сахрањен је у Сантову.

## Песништво
Поезија Љубинка Галића је романтичарска на коју су највише утицали Бранко Радичевић и Јован Јовановић Змај. О његовим песништву књижевник и антологичар Петар Милошевић из Будимпеште, између осталог, написао је и следеће: „Љубинко Галић је типичан представник песничке генерације афирмисане крајем 1950-их година. Његов у основи нежан и тих лирски одмос према свету и према самоме себи излива се у непосредном, исповедном песничком говорењу. Међутим, као и сви остали песници те генерације, ни овај повучени, интимни песник није одолео императиву будилништва; не једанпут, и не без печата дубоке искрености, стављао је себе у позиције народног (народносног)барда." Последњих година свога живота Љубинко Галић је писао и песме које су наговештавале раскид са дотадашњом романтичарском поезијом.
Љубинко Галић је био веома вешт дечји песник. Ваља напоменути да је за сада он једини српски дечји песник у Мађарској.
Љубинко Галић припада оним малобројним српским књижевницима у Мађарској који немају самосталну збирку. Његове песме су објављене у тзв. српско-хрватској периодици у Мађарској, у Народним новинама, у Народном календару, а касније и у будимпештанском недељнику Српске народне новине.

## Антологије
- У коло (Будимпешта, 1969)
- Сунчана поља (Будимпешта, 1980)[1]
- На другој обали (Ваљево, Београд, 1984)